# Everybody's Golf 3
Everybody's Golf 3 (MinanoGOLF3 Minna no Golf 3?), i USA känt som Hot Shots Golf 3, är ett spel utvecklat av Clap Hanz och utgivet av Sony Computer Entertainment. Spelet är det första i serien som släpptes på PlayStation 2.